# 春田市 (喬治亞州)
春田市（英語：Springfield）是一個位於美國喬治亞州埃芬漢縣的城市。根據2010年美國人口普查，該地人口為2852人，而該地的面積約為7.10平方千米。同時該地也是埃芬漢縣的縣治。

## 地理
春田市的座標為32°23′06″N 81°18′37″W / 32.38500°N 81.31028°W，而該地的平均海拔高度為24米（即79英尺）。